# Клікбейт
Клікбейт (англ. clickbait від click «клацання» + bait «наживка») — зазвичай, заголовок, який змушує користувача інтернету натиснути на нього; зневажливий термін, що описує вебконтент, метою якого є отримання доходу від онлайн-реклами, особливо на шкоду якості або точності інформації.
Використовує сенсаційні заголовки чи привабливі картинки для збільшення числа кліків і заохочення поширення матеріалу через Інтернет, зокрема соціальні мережі. Оскільки мета — не донести сенс найкращим чином, а переконати максимальну кількість користувачів пройти на сторінку з матеріалом, клікбейт-заголовки зазвичай недоговорюють суть інформаційного приводу і допускають брехню.

## Характерні ознаки
- побудова заголовка таким чином, щоб заінтригувати читача, але не розкрити суть інформаційного приводу
- використання вказівних займенників («це», «ця», «ці») для створення відчуття діалогу з читачем
- звернення до читача на «ти»
- суперечність, що має викликати подив або емоційний відгук читача
- використання конструкцій, що кидають виклик читачеві («Ти не повіриш!», «Ти нізащо не вгадаєш…» і т. ін.)
- невмотивоване вживання крапок, окличних і питальних знаків
- велика кількість яскравих епітетів
- гіперболізація, перебільшення значимості описаного
- поміщення в заголовок фразеологізмів, виразів з повсякденної мови
- неповні речення, що зазвичай передають здивування або захоплення
- наказовий спосіб
- використання привабливих або шокуючих фотографій в прев'ю
- помилкові згадки про смерть або нещастя, що нібито сталися з відомою особистістю
- обіцянка наживи: легкого заробітку, безплатних або незвично дешевих товарів, великої економії
- обіцянка поділитися якимось секретом, знання якого обіцяє певну вигоду